# Diadúmeno Farnésio
Diadúmeno Farnésio ou Diadúmeno Farnese é uma antiga escultura romana em mármore do século I. Por suas dimensões ligeiramente inferiores ao tamanho natural (1,49 m), acredita-se que ela represente um jovem atleta ostentando na cabeça uma faixa ("diadema", de onde deriva o seu nome) indicando que ele foi o vencedor de alguma prova. Acredita-se que a estátua seja uma cópia de uma escultura grega antiga, provavelmente do Anadúmeno ("sem diadema") que Fídias criou em Olímpia, na Grécia. Este tema é similar ao do Diadúmeno de Policleto, mas a posição do atleta varia ligeiramente. 
A estátua era parte da Coleção Farnese, mas, ao contrário da maioria das obras desta coleção, que estão abrigadas no Museu Arqueológico Nacional de Nápoles, esta peça é parte da coleção do Museu Britânico de Londres.